# Jan Borguľa
Jan Borguľa (* 16. září 1974 Praha) je český stavitel, sportovec a konzervativní politik.

## Vzdělání a profesní život
Jan Borguľa studoval železniční stavitelství na Střední průmyslové škole stavební v Praze, Dušní ulici, kde v roce 1993 složil maturitní zkoušku. V témže roce zahájil studium na Českém vysokém učení technickém v Praze, Fakultě stavební, kde studoval obor Konstrukce a dopravní stavby. Promoval v roce 2000.
Po ukončení vysoké školy začal pracovat ve společnosti Dálniční stavby Praha a.s. nejprve jako technik v přípravě realizace staveb a následně jako stavbyvedoucí na dálničním přivaděči I/27 u Plzně. V roce 2004 byl Jan Borguľa spoluzakladatelem rodinné stavební společnosti Stavby Praha s.r.o., kde působí jako jednatel a technický ředitel.
Jan Borguľa je členem České komory autorizovaných inženýrů a techniků činných ve výstavbě a autorizovanou osobou v oboru pozemní stavby a dopravní nekolejové stavby.

## Sport
V roce 1991 se aktivně začal věnovat karate, stylu Shotokan. Od roku 1996 do roku 2001 působil jako trenér Oddílu karate FSv ČVUT v Praze. Jako závodník se zúčastnil mnoha domácích i zahraničních soutěží. Největšího úspěchu dosáhl na ME WUKF KARATE v roce 2014 v italské Veroně, kdy v kategorii kata team, ve složení Borguľa, Fruhauf, Sláma, vybojoval pro Českou republiku druhé místo. Stejného úspěchu pak dosáhl ve stejném týmovém složení o tři roky později, opět na ME, tentokrát v rumunské Cluj-Napoca.
Rekreačně se věnuje vytrvalostnímu běhu, zúčastnil se královéhradeckého a příbramského půlmaratonu.

## Politika
Jan Borguľa je od roku 2010 členem KDU-ČSL. Patří k představitelům konzervativní pravicové části.
Zastává tradiční křesťanské hodnoty. Hájí ideál tradiční rodiny jako svazku muže a ženy. Veřejně vystupuje proti genderové politice a Istanbulské úmluvě. Je pro zachování české koruny, ostře se vymezuje proti vstupu České republiky do eurozóny. Požaduje cyklicky vyrovnané státní rozpočty s možností pouze cíleného zadlužování. Prosazuje zlevnění bytových staveb snížením sazby DPH.
Je kritický vůči Evropské unii, prosazuje její transformaci na formu tzv. reálné unie, tj. na společenství evropských suverénních států, které by spolu sdílely pouze některé, přesně specifikované, kompetence. Je proti vytvoření evropského superstátu, proti posilování federalizace a centrálního rozhodování. Jan Borguľa kritizuje fakt, že princip subsidiarity, předpokládaný Lisabonskou smlouvou, je vrcholnými evropskými představiteli potlačován.

### Kandidatura do Poslanecké sněmovny 2017
Ve volbách v roce 2017 kandidoval ve Středočeském kraji do Poslanecké sněmovny PČR. Díky preferenčním hlasům (12,5 %) přeskočil ze 4. místa na 2. místo, vzhledem k nízkému volebnímu zisku KDU-ČSL však poslancem zvolen nebyl.

### Komunální volby 2018
V komunálních volbách v roce 2018 kandidoval do zastupitelstva obce Ondřejov z 2. místa kandidátky KDU-ČSL, ale nebyl zvolen.

### Kandidatura do Senátu 2018 a EP 2019
Ve volbách 2018 do Senátu PČR kandidoval v senátním obvodu č. 41 – Benešov. Se ziskem 6,77 % hlasů skončil na 6. místě.
Ve volbách do Evropského parlamentu v květnu 2019 kandidoval na 27. místě kandidátky KDU-ČSL, ale nebyl zvolen.